# 明神池 (松本市)

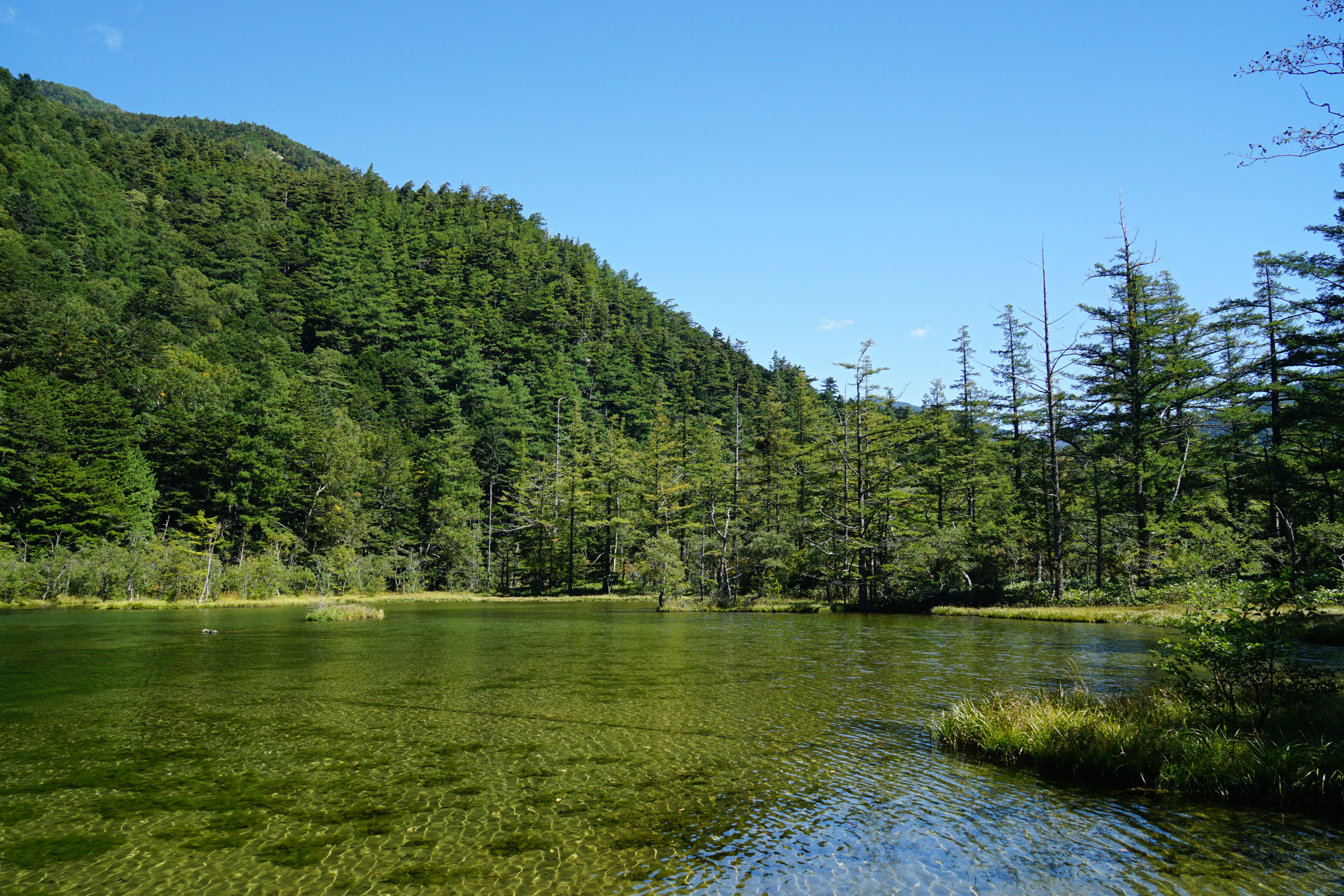
明神池一の池

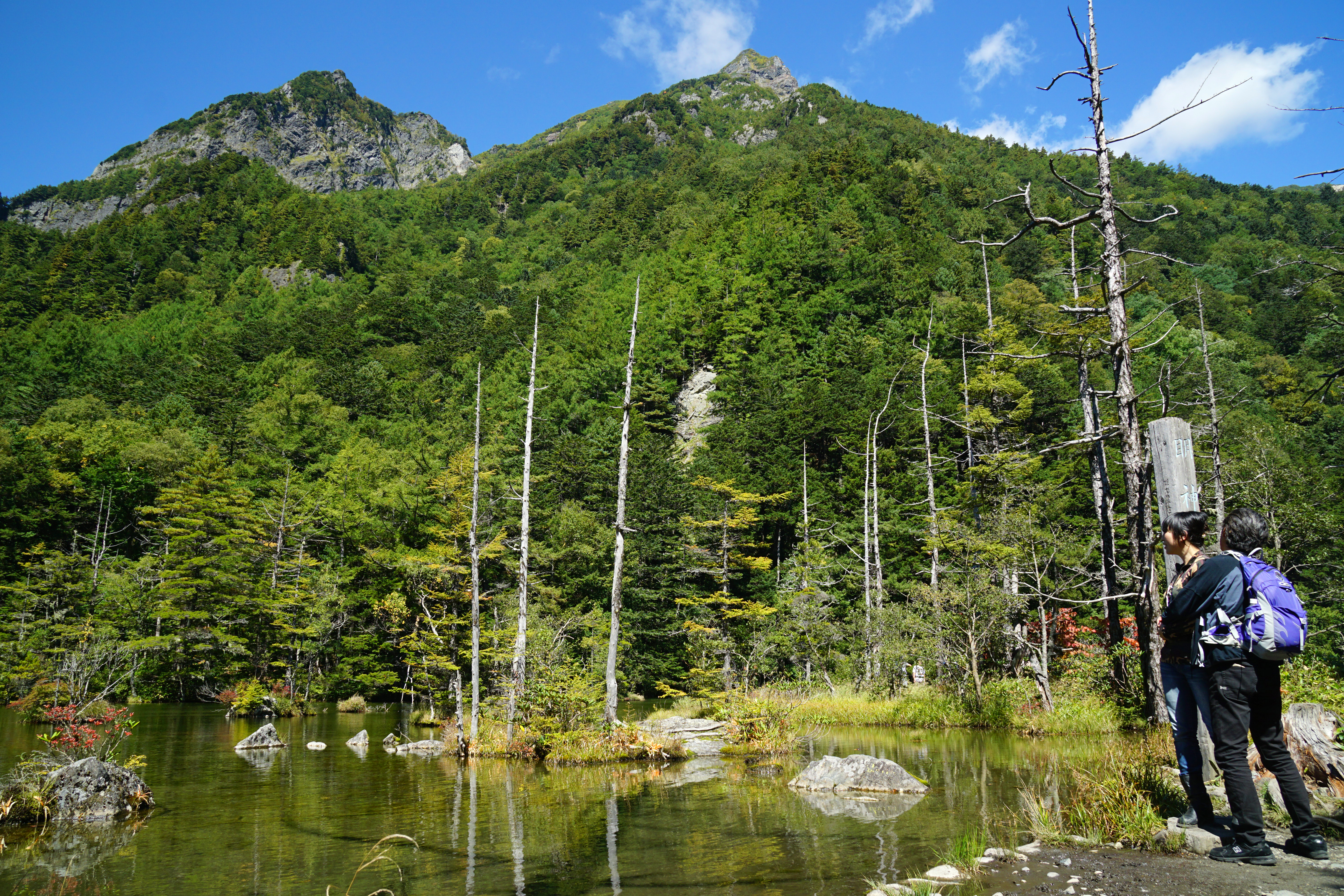
明神池二の池と明神岳

明神池（みょうじんいけ）は長野県松本市の上高地にある池。

## 概要
上高地の奥側にある穂高神社奥宮境内の神域であり、古くは「鏡池」とも呼ばれいた。また、明神付近は古くから神聖な場所とされ、神合地、神垣内、神河内などとも呼ばれていた。なお、「かみこうち（現在の漢字表記は「上高地」だが、本来は「神垣内」）」の地名は、穂高神社とその祭神である穂高見命（ほたかみのみこと）の地であることに由来する。交通拠点となる上高地バスターミナルから約2.8ｋｍ（徒歩、約5５分）かかる。梓川右岸の標高約1,425 mに位置する。池はひょうたん型で一の池と二の池に分かれており、湖面へ映る木々が美しい。神秘的な感覚が味わえ、散策にはもってこいである。池ではイワナ、マガモ、オシドリなどが見られる。明神岳で土砂崩れが起き、梓川支流の沢がふさがれてできた。かつては三の池もあったが、土砂災害により消えてしまった。神社境内の池のため、拝観料500円がかかる。毎年10月8日に例大祭である、御船神事が開催される。すぐ南には上條嘉門次のレリーフが設置されている。周辺には多数の宿泊施設がある。

## 交通アクセス
- 上高地バスターミナルから梓川左岸道で距離約2.8km（徒歩で約55分）、梓川右岸コースで距離3.3km（徒歩で約65分）[2]

池の一帯（松本市安曇明神池）は日本郵便から交通困難地に指定されており、地外から郵便物を送ることは出来ない。